# Plage de Saint-Pierre
La plage de Saint-Pierre est une plage de sable blanc de l'île de La Réunion, département d'outre-mer français dans le sud-ouest de l'océan Indien. Elle est située dans le centre-ville de la commune de Saint-Pierre à l'ouest du port de Saint-Pierre.

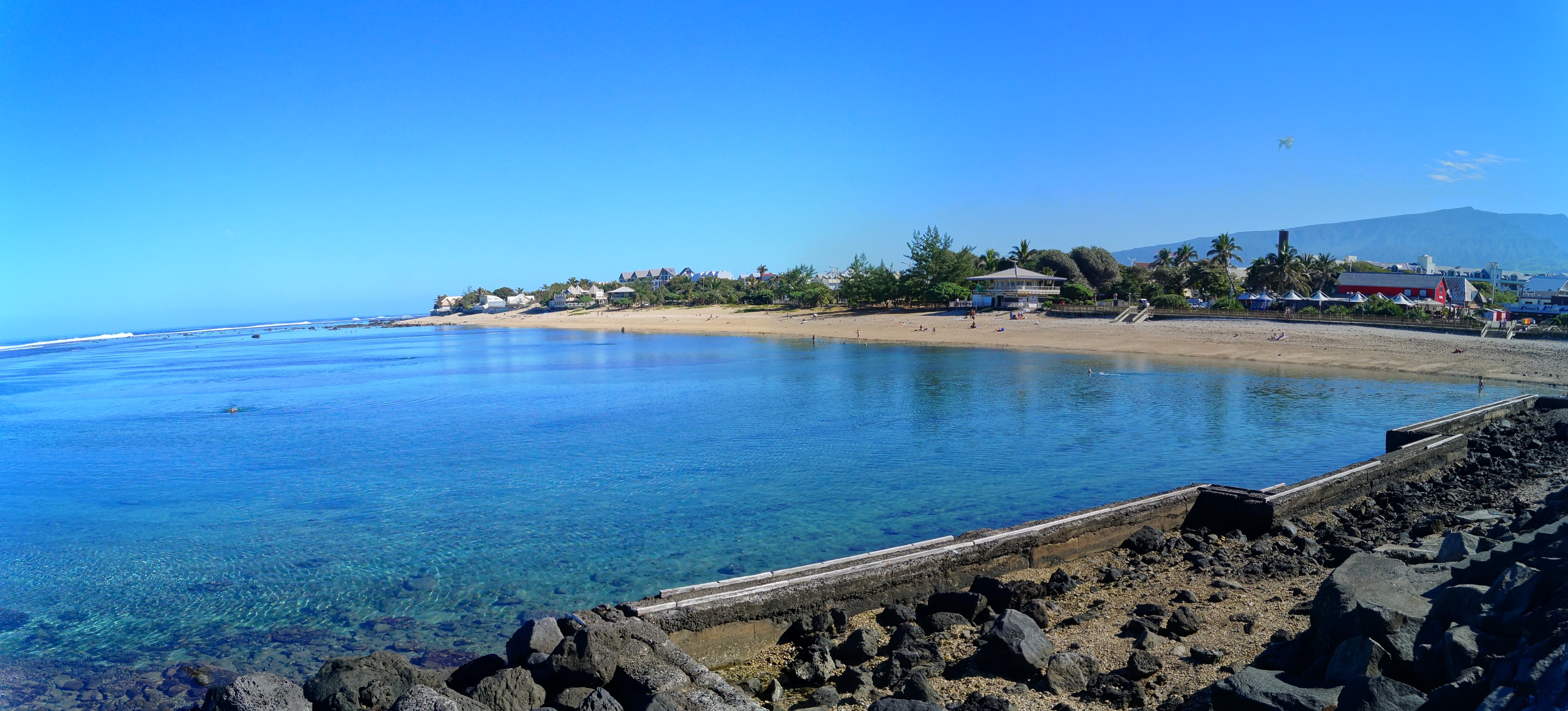
Panorama sur la plage de Saint Pierre
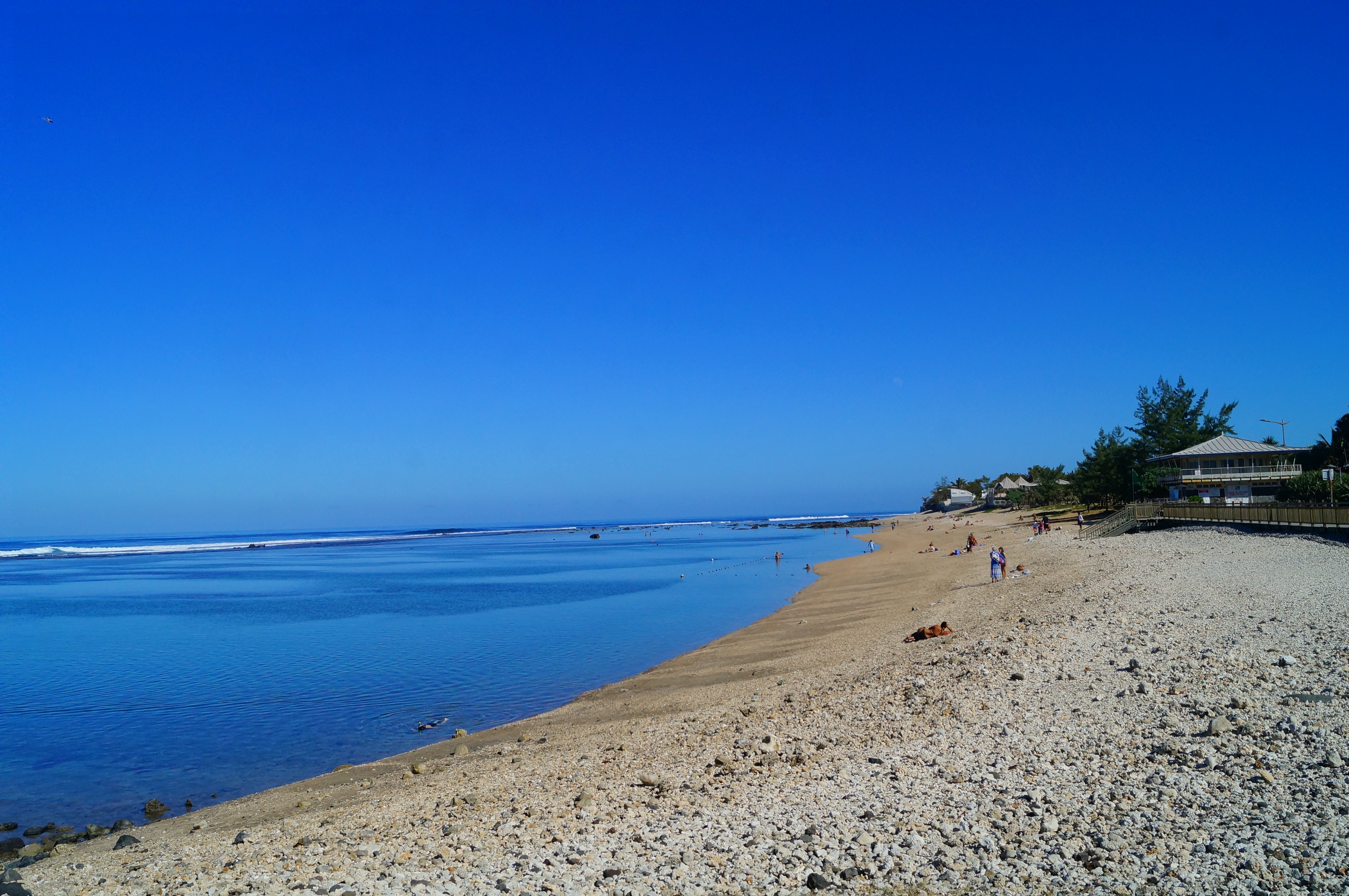
vue sur la plage de saint Pierre